# بوري شاد
بوري شاد بالحروف الصينية المبسطة 步利设، وبالحروف الصينية التقليدية 步利設، وقد عينه تونغ يابغو خاقان إمبراطورية الجوك تورك الغربية حاكما على القوقاز وهي أقصى نقطة في غرب الخاقانية.
وقد عين قائد للخزر، واشترك في حصار كارن.